# 회남자

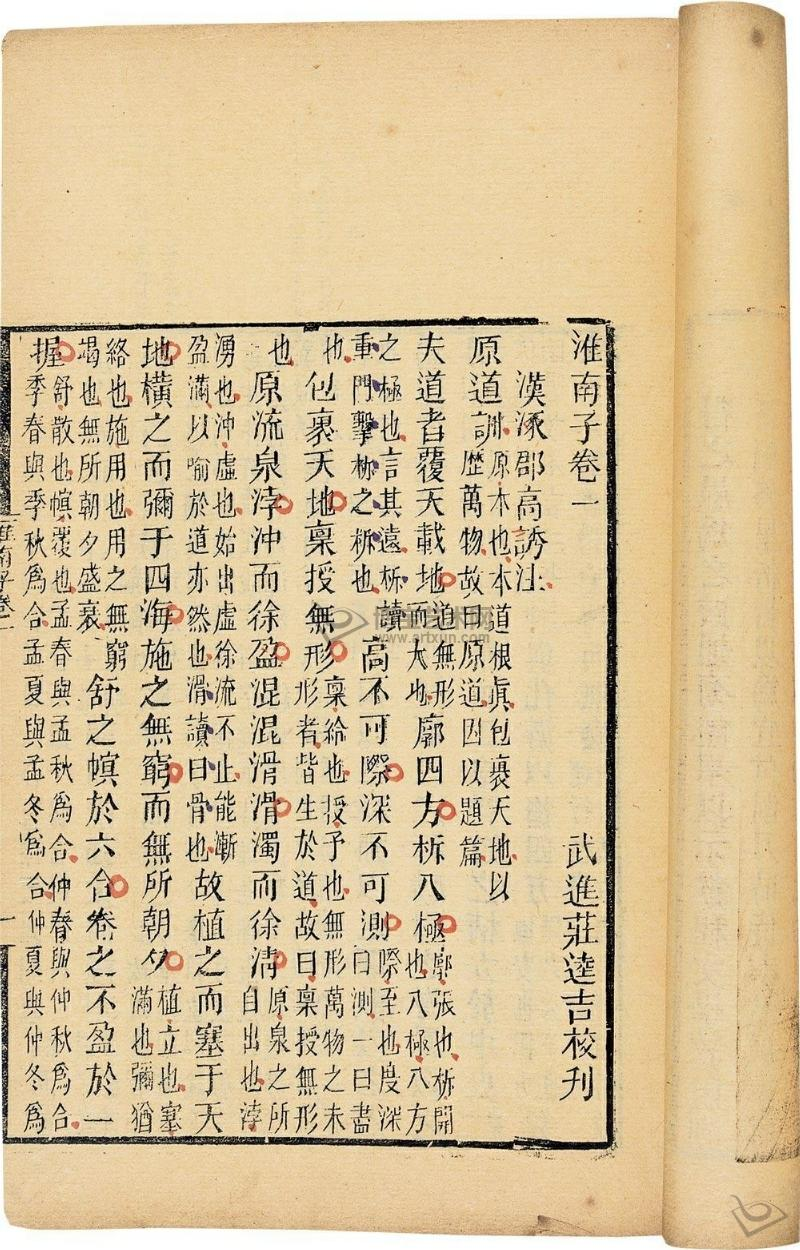

《회남자(淮南子)》는 전한(前漢) 회남왕(淮南王) 유안(劉安)이 편찬한 일종의 백과사전으로, 전 21권이다. 《여씨춘추(呂氏春秋)》와 함께 제자백가 중 잡가(雜家)의 대표작이다. 한편으로는 노자 사상을 중심으로 제자백가를 통합하려 한 전한 황로학(黃老學)의 결정체로 보기도 한다.

## 개요
유안이 전국의 빈객과 방술가(方術家)를 모아서 편찬한 것으로, 《한서》 〈회남왕전(淮南王傳)〉에는 〈내서(內書)〉 21편, 〈외서(外書)〉 다수, 〈중편(中篇)〉 8권을 제작했다고 했는데  현재는 이 중 〈내서〉 21권만이 전하고 있다.
처음에 원도(原道)라는 형이상학이 있으며, 그 뒤에 천문·지리·시령(時令) 등 [그 당시의] 자연과학에 가까운 것도 포함하였으며, 일반 정치에서 군사 이론, 개인의 처세훈(處世訓)까지 열기하고, 마지막으로 요략(要略)으로 총정리한 1편을 붙여서 방대한 내용을 통일하였다.
제자백가의 학설을 집성한 것이기 때문에 사상적 통일성은 약하다. 예컨대 〈원도(原道)〉, 〈숙진(俶眞)〉 등은 도가의 주장을, 〈천문(天文)〉, 〈시측(時則)〉 등은 음양가의 주장을, 〈주술(呪術)〉은 법가의 주장을, 〈수무(修務)〉, 〈태족(泰族)〉 등은 유가의 주장을, 〈병략(兵略)〉 은 병가의 주장을 각기 채집하여 넣고 있다.
《한서》 〈예문지(藝文志)〉에 《회남자》는 《여씨춘추》와 함께 잡가(雜家)의 부문에 들어 있지만, 위에 든 것과 같은 여러 학파의 학설을 단지 아무렇게나 늘어놓고 있는 것은 아니다. 〈요략(要略)〉에 복잡 다양한 현상을 있는 그대로 용인하면서도 더욱이 그것을 포괄하는 통일적인 진리를 파악하려 하고 있다. 만물을 통관하는 이법(理法) 또는 원리로서의 도(道)를 최고로 하는 점에서 《회남자》는 노장사상을 승계하는 도가의 계열에 속한다고 할 수 있다.

## 구성
1. 1권 원도(原道)
2. 2권 숙진(俶眞)
3. 3권 천문(天文)
4. 4권 지형(墬形)
5. 5권 시칙(時則)
6. 6권 남명(覧冥)
7. 7권 정신(精神)
8. 8권 시칙(時訓)
9. 9권 주술(主術)
10. 10권 무칭(繆稱)
11. 11권 제속(齊俗)
12. 12권 도응(道應)
13. 13권 범론(氾論)
14. 14권 전언(詮言)
15. 15권 병략(兵略)
16. 16권 설산(說山)
17. 17권 설림(說林)
18. 18권 인간(人間)
19. 19권 수무(脩務)
20. 20권 태족(泰族)
21. 21권 요략(要略)

## 서지 사항
- 이석명 옮김, 《회남자》 (1·2), 소명출판, 2010

## 참고 문헌
- 이 문서에는 다음커뮤니케이션(현 카카오)에서 GFDL 또는 CC-SA 라이선스로 배포한 글로벌 세계대백과사전의 내용을 기초로 작성된 글이 포함되어 있습니다.